# Венская обсерватория
Ве́нская обсервато́рия (нем. Universitäts-Sternwarte Wien, код обсерватории «045» и «545») — астрономическая обсерватория в Вене, Австрия.

## История
Венская обсерватория изначально была сооружена в 1753—1754 годах на крыше одного из зданий Венского университета. 
Новое здание для обсерватории было построено в промежутке от 1874 до 1879 года и торжественно открыто Императором Францем Иосифом I Австрийским в 1883 году.  В 1884 году астероид, открытый в Венской обсерватории 18 января 1882 года астрономом Иоганном Пализой, был назван (221) Эос по имени древнегреческой богини зари Эос, в честь открытия новой обсерватории, которая должна была стать новой зарёй для венской астрономии[
В основном помещении располагается 68-сантиметровый телескоп-рефрактор с фокусным расстоянием 10,5 метров. В то время это был самый большой телескоп во всём мире.

## Директора
- Максимилиан Хелл, 1755—1792
- Франц Триснеккер, 1792—1817
- Йозеф Иоганн Литров, 1819—1840
- Карл Людвиг Литров, 1842—1877
- Эдмунд Вайс, 1877—1908
- Казимир Графф, 1928—1938
- Бруно Тюринг, 1940—1945
- Казимир Графф, 1945—1949
- Йозеф Хопманн, 1951—1962
- Йозеф Мейерс, 1962—1979
- Карл Ракош, 1979—1981
- Вернер Чарнутер, 1981—1984
- Михель Брегер, 1984—1986
- Пауль Джексон, 1986—1994
- Михель Брегер, 1994—2005
- Герхард Хенслер, 2006—2009
- Франц Кершбаум, с 2009.